# ТЕС LISCO
ТЕС LISCO — теплова електростанція в північно-західній частині Лівії, розташована у середземноморському порту Місурата.
Введена в експлуатацію в 1990 році, станція споруджувалась у складі металургійного комплексу Libyan Iron and Steel Co (LISCO), який мав, зокрема, шість електродугових сталеплавильних печей, розрахованих на випуск 1,25 млн тонн продукції на рік. Для забезпечення їх роботи (а також для інших численних агрегатів) підприємству була потрібна велика кількість електроенергії, тому комплекс обладнали шістьма паровими турбінами загальною потужністю 507 МВт.
За рік до запуску ТЕС ввели в експлуатацію газопровід Марса-Брега — Місурата, який забезпечував подачу блакитного палива з нафтогазовидобувного району на південь від затоки Сідра. Втім, ТЕС також могла використовувати нафтопродукти.